# تعنيتا
تعنيتا بلدة سورية في منطقة بانياس التابعة لمحافظة طرطوس. تقع على بعد حوالي 21 كم إلى الجنوب الشرقي من مدينة بانياس. تقع القرية على السفوح الغربية لجبال اللاذقية وبالذات على السفح الشمالي الشرقي لظهر الشيخ حسن (650م) الذي ينتهي عند مجرى نهر تعنيتا (300 م). أغلب مساكنها حديثة تتوزع في أحياء، وتتسلق السفح باتجاه القمة. يعمل معظم سكانها بالزراعة البعلية (800هـ) على مدرجات زراعية، ينتجون: التبغ واللوزيات والزيتون والحبوب، ويربون الماعز والأبقار، كما يعمل بعضهم في وظائف الدولة، وبعض المهن اليدوية. فيها مركز بلدية ومطحنة للحبوب، ومعصرة زيتون، ومركز صحي، ومؤسسة استهلاكية. تشرب من شبكة توزع فيها مياه الينابيع المحلية. تصلها ببانياس طريق مزفتة طولها 21كم، عبر قرية سريدين وقلعة المرقب. تتبعها مزارع عديدة: البليط، بدوقة، بيت جرا بيت الظهر، الظهيرة، العريض، بيت مرجان، عين فلات، بستان متنى.